# Station Richwiller
Station Richwiller is een spoorwegstation in de Franse gemeente Richwiller.